# Xestia efflorescens
Xestia efflorescens är en fjärilsart som beskrevs av Butler 1879. Xestia efflorescens ingår i släktet Xestia och familjen nattflyn. Inga underarter finns listade i Catalogue of Life.